# Vaginalkugeln

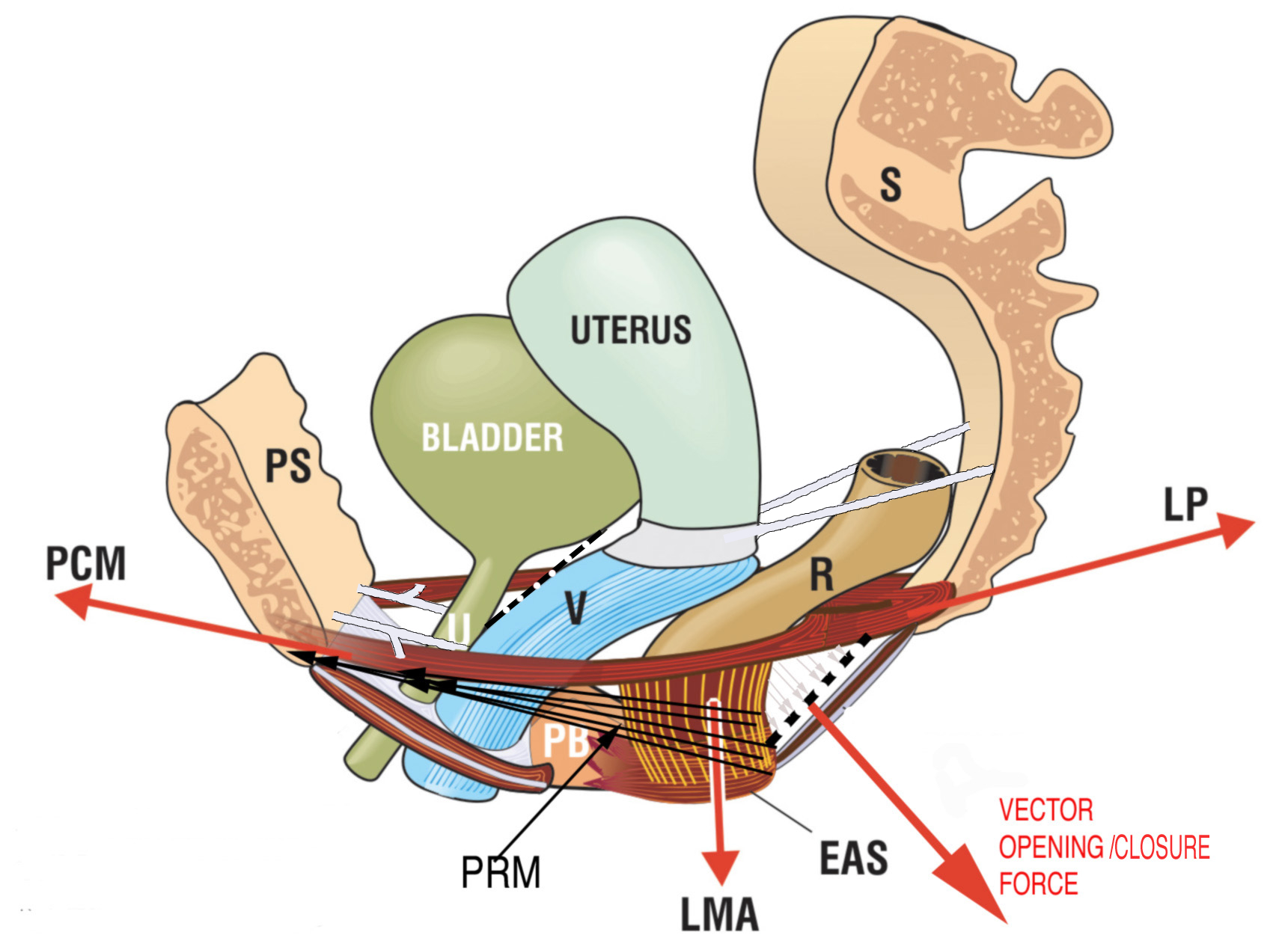
Vier muskuläre Hauptkräfte kontrahieren bzw. entspannen sich in einer koordinierten Weise gegen die suspensorischen Beckenbänder, „PUL“ an der Urethra „U“ und USL am Uterus, um die Urethra „U“ Vagina „V“ und Rektum „R“ um diese zu schließen oder zu öffnen. Die vorderen und hinteren Bänder („PUL“, „USL“) werden dabei zusammengezogen. „PUL“ = pubourethrales Ligament; „USL“ = Ligamentum uterosacralis; „PCM“ = vorderer Teil des Musculus pubococcygeus; „LP“ = Levator-Platte, Diaphragma pelvis; „LMA“ = gemeinsamer longitudinaler Muskel des Anus; „PS“ = Schambeinfuge; „S“ = Kreuzbein; „EAS“ = Musculus sphincter ani externus. Perspektive: sitzende Position.

Vaginalkugeln (auch Lustkugeln, Liebeskugeln, Analkugeln, Orgasmuskugeln, teilweise auch Lustperlen, Liebesperlen oder „Donnerkugeln“ genannt) sind ein Sexspielzeug und medizinisches Hilfsmittel. Eine weitere medizinische Variante wird Vaginalkonen genannt. Alle diese Hilfsmittel eignen sich, die Beckenbodenmuskeln zu trainieren (Beckenbodentraining), die den unteren Abschluss des Bauchraumes bilden und ein wesentlicher Teil des inneren Halte- und Stützapparats sind. Sie können das Orgasmuserleben der Frau verbessern, das sich letztlich in rhythmischen Muskelkontraktionen insbesondere des Beckenbodens entlädt. Werden die Muskeln des Beckenbodens während des Geschlechtsverkehrs (rhythmisch) angespannt, komprimieren sie den Vaginalschlauch bzw. -eingang für den penetrierenden Penis. Für den Penis des Mannes können Körperwahrnehmungen eines stärkeren Umfasstwerdens entstehen (Vaginalverkehr). Ferner kann ein gezieltes Beckenbodentraining mit oder ohne Hilfsmittel u. a. m. die Schwangerschaftsrückbildungsphase unterstützen und einen Scheidenvorfall, Blasenvorfall, Gebärmuttervorfall, Formen der Harn- und Stuhlinkontinenz verhindern oder deren Verlauf günstig beeinflussen. Ferner wird die weibliche Ejakulation günstig beeinflusst.

## Begriffsklärung, Grundlagen
Es gibt unterschiedliche Sexspielzeuge bzw. Trainingsgeräte für den weiblichen Beckenboden, die mit dem Begriff „Lustkugeln“ bezeichnet werden:
Die Beckenbodenmuskeln sind in drei Schichten übereinander angeordnet und werden bei der Frau durch drei Öffnungen (für Harnröhre, Vagina und Anus) durchbrochen. Jede Einatmung bringt das Zwerchfell (Diaphragma) nach unten, fußwärts in den Bauchraum. Hierbei erhöht sich der Druck im Bauchraum und wird an den (elastischen) Beckenboden weitergegeben. Umgekehrt führt die Ausatmung dazu, dass sich das Zwerchfell wieder nach oben in Richtung Brustraum bewegt. Der Druck im Bauchraum und auf den Beckenboden nimmt dann wieder ab. In dieser Phase bewegt sich auch der Beckenboden leicht nach oben und unterstützt dabei die Ausatmung. Der Beckenboden lässt sich grob in drei Schichten gliedern:
- Die erste Schicht wird überwiegend aus glatten Muskelfasern und Band- und Haltestrukturen gebildet, sie hängen die weiblichen Organe im Bauchraum auf bzw. stützen sie in Verbindung zur Lendenwirbelsäule ab.
- Die zweite Schicht besteht aus willkürlichen Muskelfasern,[4] die den Beckenboden wie ein Sprungtuch halten. Man nennt es Diaphragma pelvis; es wird in erster Linie von dem Musculus levator ani gebildet. Die Muskelfasern ziehen von der Steißbeinspitze nach vorne bauchwärts und sind wie ein Fächer an beiden Beckenknochenseiten befestigt. Einige Fasern dieser Muskelgruppe haben bei der Frau Verbindung zur Vaginalwand. Teile des Levator ani bilden den Musculus sphincter ani, der den Anus umschließt. Die flächigen, horizontalen Muskeln des Beckenbodens und deren bindegewebige Hüllen, die Faszien, spannen sich zwischen dem Schambein, den beiden Sitzbeinhöckern (Tuber ischiadicum) und der Steißbeinspitze auf.
- Die dritte, äußerste Schicht, das Diaphragma urogenitale, besteht aus mehreren willkürlich anzuspannenden Muskeln, die wiederum in zwei Schichten angeordnet sind und das Becken in erster Linie mit quer verlaufenden Fasern verschließen. Diese Schicht unterstützt die äußeren Schließmuskeln. Die äußerste Schicht verstärkt und unterstützt die entsprechenden Öffnungen des Beckenbodens, sie bildet die Schwellkörper- (Musculus ischiocavernosus, Musculus bulbospongiosus) und die anale Schließmuskelschicht, Musculus sphincter ani externus. Die beiden letzteren strahlen (mit anderen Muskeln) in Form einer liegenden Acht in das Centrum tendineum perinei ein. Zu den weiteren Muskeln, die diese faserreiche, sehnige Bindegewebsplatte des Damms (Perineum) bilden, gehören Anteile des Musculus transversus perinei superficialis, des Musculus transversus perinei profundus und des Musculus levator ani.

Grundsätzlich unterscheidet man zwei Arten von skeletalen Muskelfasern: die „weißen“ und die „roten Muskelfasern“, wobei man die weißen Muskelfasern noch einmal in zwei Typen aufteilen kann. Die roten Muskelfasern kontrahieren eher langsam und werden daher auch als „slow-twitch-Fasern“, Typ-1- oder „ST-Fasern“ bezeichnet. Hingegen sind die weißen (oder auch „fast-twitch-Fasern“, Typ-2- oder „FT-Fasern“) diejenigen, die sich eher schnell zusammenziehen und daher für alle schnellen, kräftigen Bewegungen zuständig sind. Sie sind deutlich dicker, können wesentlich mehr Kraft entwickeln und werden von vergleichsweise schneller leitenden Nerven angesteuert. Ein Skelettmuskel weist dabei eine je nach genetischer Ausstattung und entsprechendem funktionellem Einsatz (Training) eine differente Zusammensetzung auf. So besteht etwa der Musculus levator ani aus 65 % ST-Fasern und 35 % FT-Fasern, anders als der externe urethrale Sphinkter (Musculus sphincter urethrae membranaceae und Musculus urethralis). Für das Beckenbodentraining ist es sinnvoll, beide Muskeltypen zu trainieren.

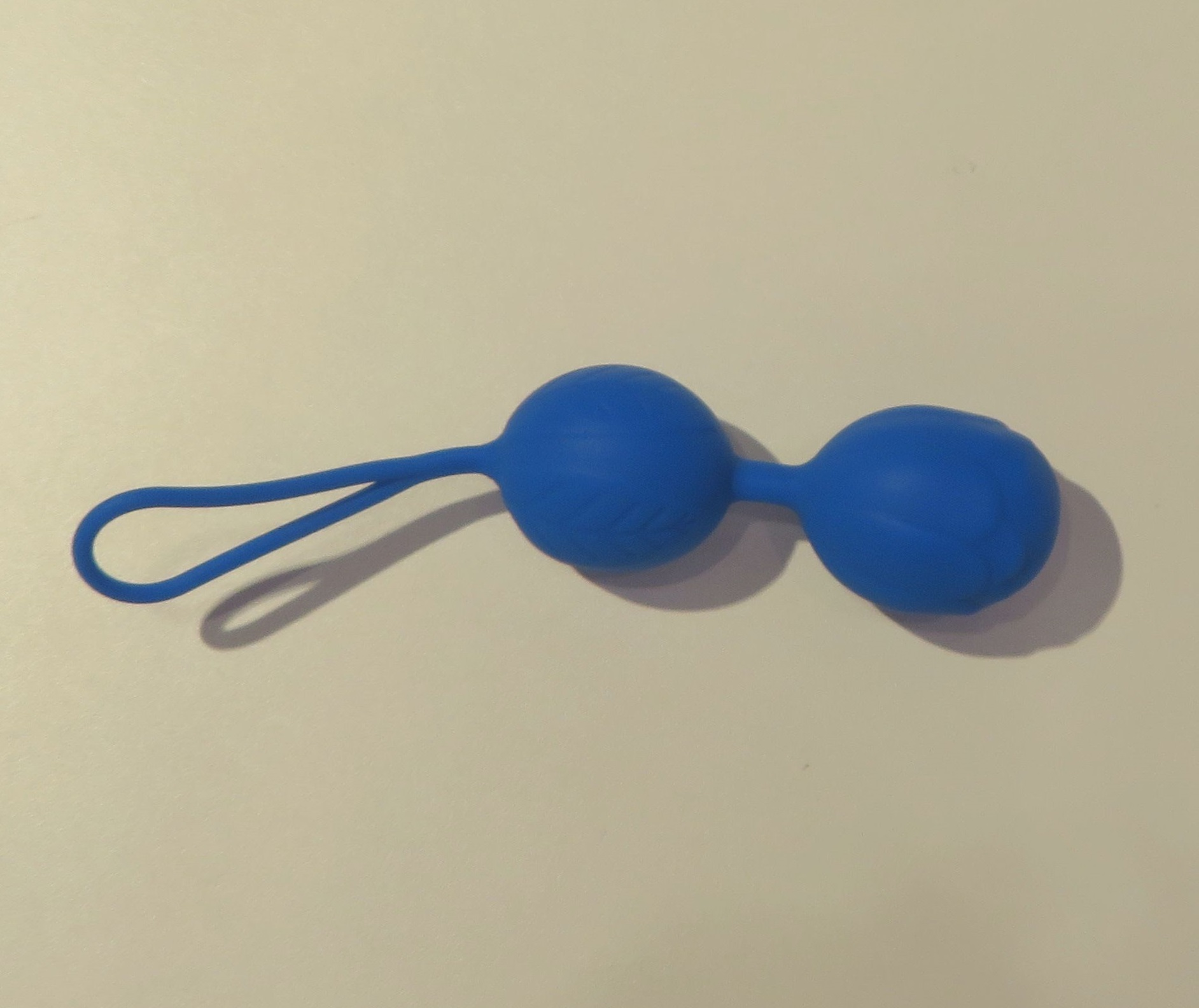
Vaginalkugeln für das Beckenbodentraining
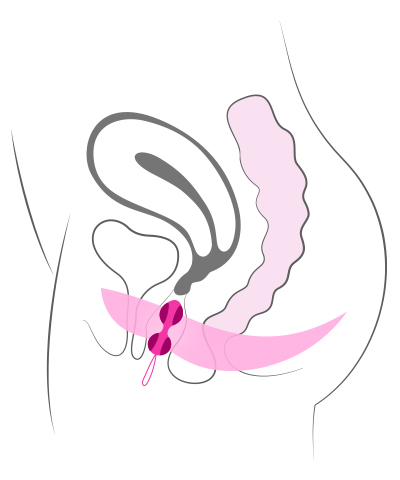
Platzierung von Lustkugeln in der Vagina, dunkelrosa die Beckenbodenmuskulatur
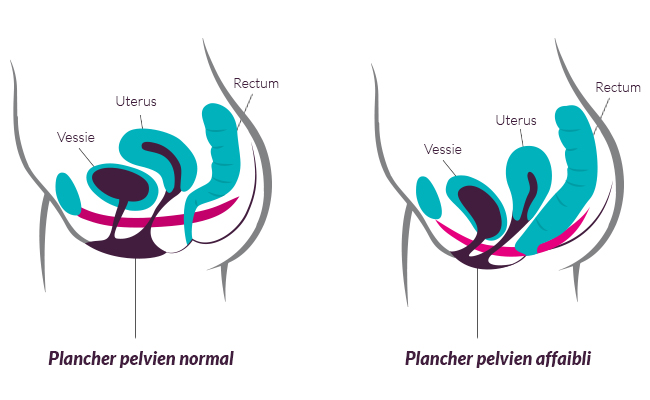
Weiblicher Beckenboden[6] geschwächt etwa in der Folge einer Geburt.
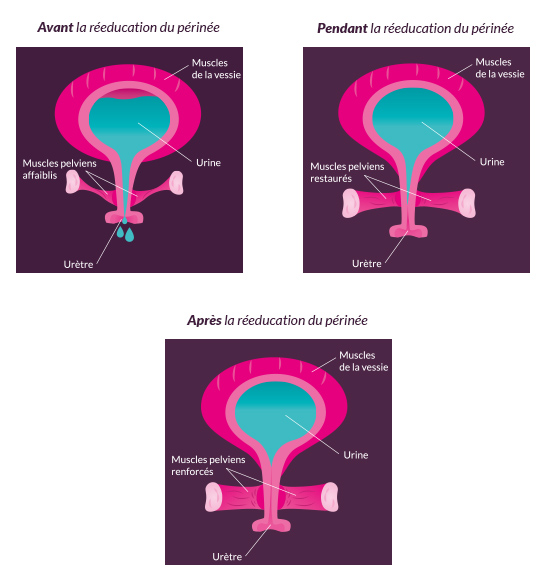
Vor, während und nach dem Training des tiefen und oberflächlichen perinealen Muskel- und Bindegewebsraumes.

### Ben-wa

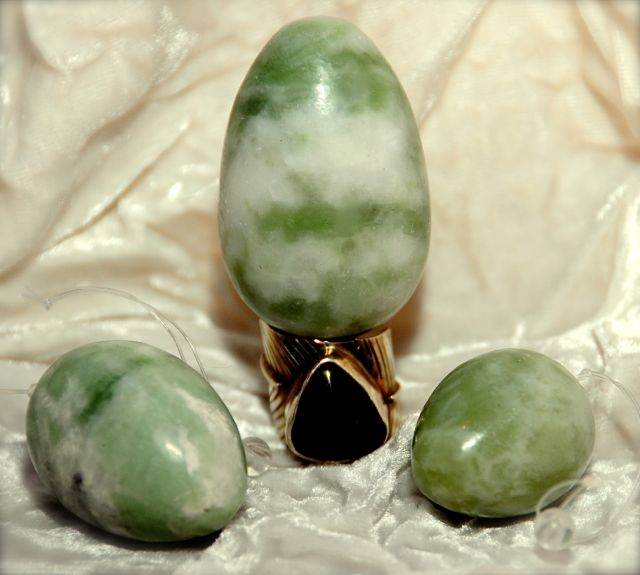
Ben-wa-Eier aus Jade, traditionelle Form, d. h. ohne Rückholbändchen

Ben-wa-Kugeln oder Yoni-Kugeln sind nicht mit einer Schnur verbunden und verfügen auch über keinen Rückholfaden.
Es gibt unterschiedliche Arten, Rin-no-tama oder Ben-wa zu tragen. Sie können im Stehen und Gehen leicht zum Scheideneingang rutschen. Manche Benutzerinnen nehmen dies in Kauf. Andere tragen unter den Kugeln einen Tampon, um diese am Platz zu halten. Die subtilste Methode ist wohl folgende: Die Kugeln werden mit dem Pubococcygeus-Muskel (kurz PC-Muskel) gehalten. Dies hat den Nebeneffekt, dass sie so wesentlich zum Training dieses Muskels beitragen (ähnlich wie die Kegelübung). Ein gut trainierter Pubococcygeal-Muskel ist wiederum für die Empfindungen beider Partner beim Liebesspiel vorteilhaft. Außerdem beugt er einigen Formen der Harninkontinenz vor. Lustkugeln werden daher auch im Rahmen der Rückbildungsgymnastik nach der Schwangerschaft empfohlen.

### Analketten, Analperlen, Analkugeln

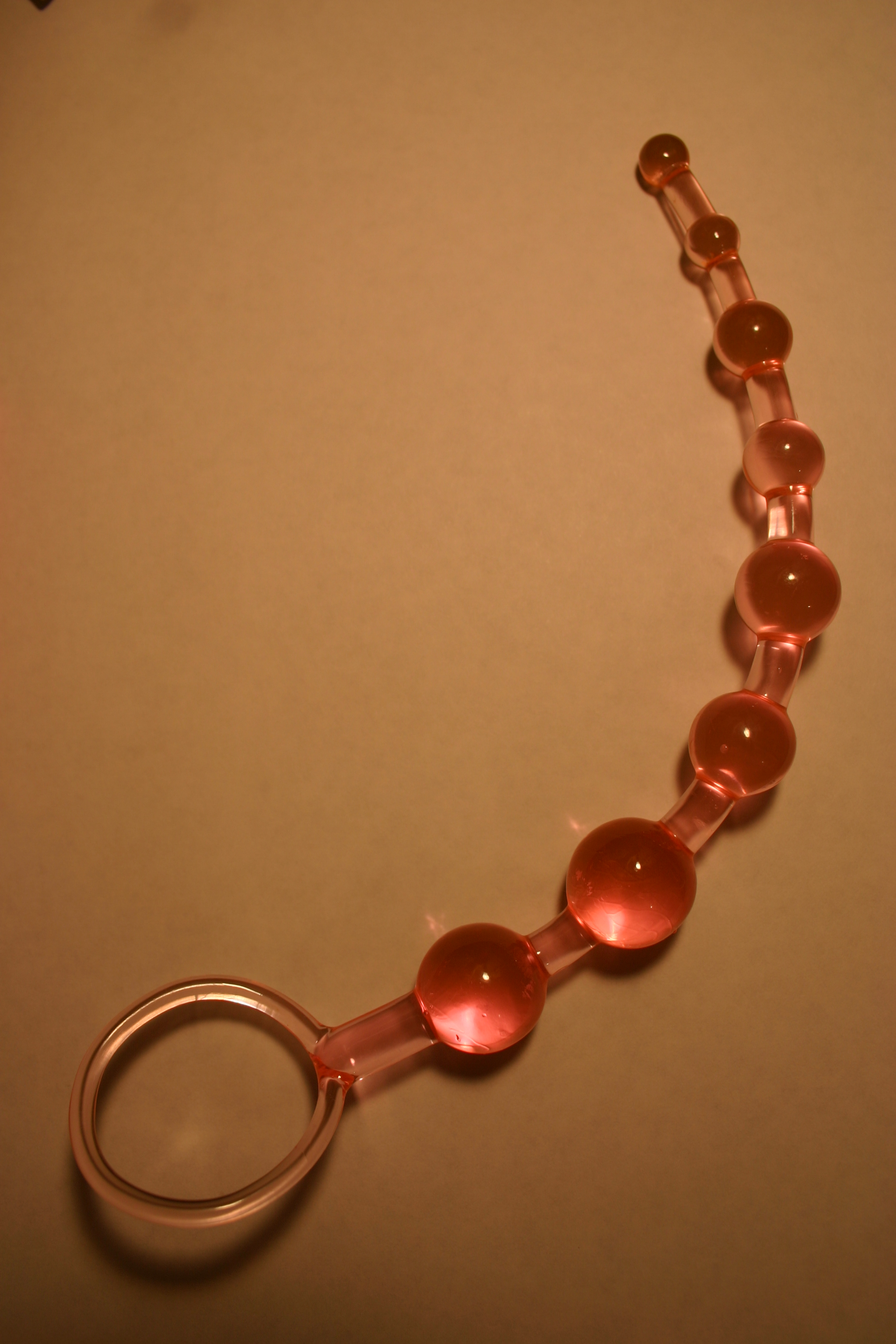
Analperlen als Sexspielzeug

Bei Analketten (auch Analperlen genannt) handelt es sich um ein Band, einen Faden oder eine fixe Verbindung aus Gummi, an dem sich in einer Reihe befestigte Perlen aus Gummi, Kunststoff oder Metall befinden. Diese Perlenkette wird im Lauf des Liebesspiels in den Anus der zu stimulierenden Person eingeführt. Für gewöhnlich wird sie während des Orgasmus wieder langsam herausgezogen und soll diesen verlängern und vertiefen.
Variationen dieses Spielzeugs besitzen dickere Kugeln, die relativ starr miteinander verbunden sind und der analen Stimulation dienen, also eher den Analdildos ähneln. Dennoch ist auch bei diesen speziell ausgelegtem Sexspielzeug Vorsicht geboten, um ein einfaches Zurückholen zu gewährleisten.

### Varianten
Eine Variante der Lustkugeln enthält keine Metallkugeln, sondern batteriebetriebene Vibratoren. Es gibt mittlerweile auch Versionen mit mehr als zwei Kugeln. Eine weitere Variante besteht aus nur einer Edelstahlkugel mit einer Innenkugel. Zur Kategorie der Analvibratoren gehören solche, die über Vibrationsfunktionen verfügen und für den Analbereich konzipiert sind.

## Vaginalkonen von Kegel, Kegeltraining

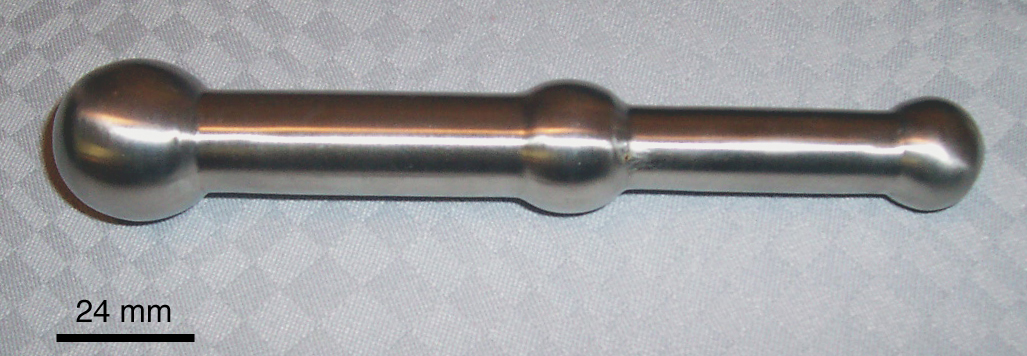
Vaginalkonen nach dem amerikanischen Gynäkologen Arnold Henry Kegel (1894–1976)

Sie werden nach ihren Erfinder dem amerikanischen Gynäkologen Arnold Henry Kegel (1894–1981) bezeichnet. Kegel veröffentlichte seine Ideen erstmals im Jahre 1948. Er entwickelte die Vaginalkonen und ein Perineometer (einem Instrument zur Messung der Kontraktionskraft bei willkürlichen Kontraktionen der Beckenbodenmuskulatur). Seine Methode der Beckenbodenübungen sind weit verbreitet und ihre Indikation liegt in der Behandlung von Stressinkontinenz und dem Scheidenvorfall. Der Nachweis ihrer Wirksamkeit beim Einsatz der Konen wird in systematischen Übersichten und randomisierten Studien mit Unterstützung der Cochrane Library belegt.
Ferner gibt es Trainingsanordnungen, die die Vaginalkonen mit Biofeedback-Geräten kombinieren bzw. gesondert anwenden.

### Rin-no-tama
Rin-no-tama ist ein Sexhilfsmittel, das ursprünglich aus Japan stammt, sich aber auch nach China, Annam und Indien verbreitete und bereits im 18. Jahrhundert in Frankreich bekannt war. Es wird nach Wunsch im Alltag und nicht während des Sexspiels getragen und dient der Stärkung des Beckenbodens. Die Lustkugeln können sich in Material, Kugelanzahl, Gewicht, Größe, Form, Aufbau und Farbe unterscheiden.

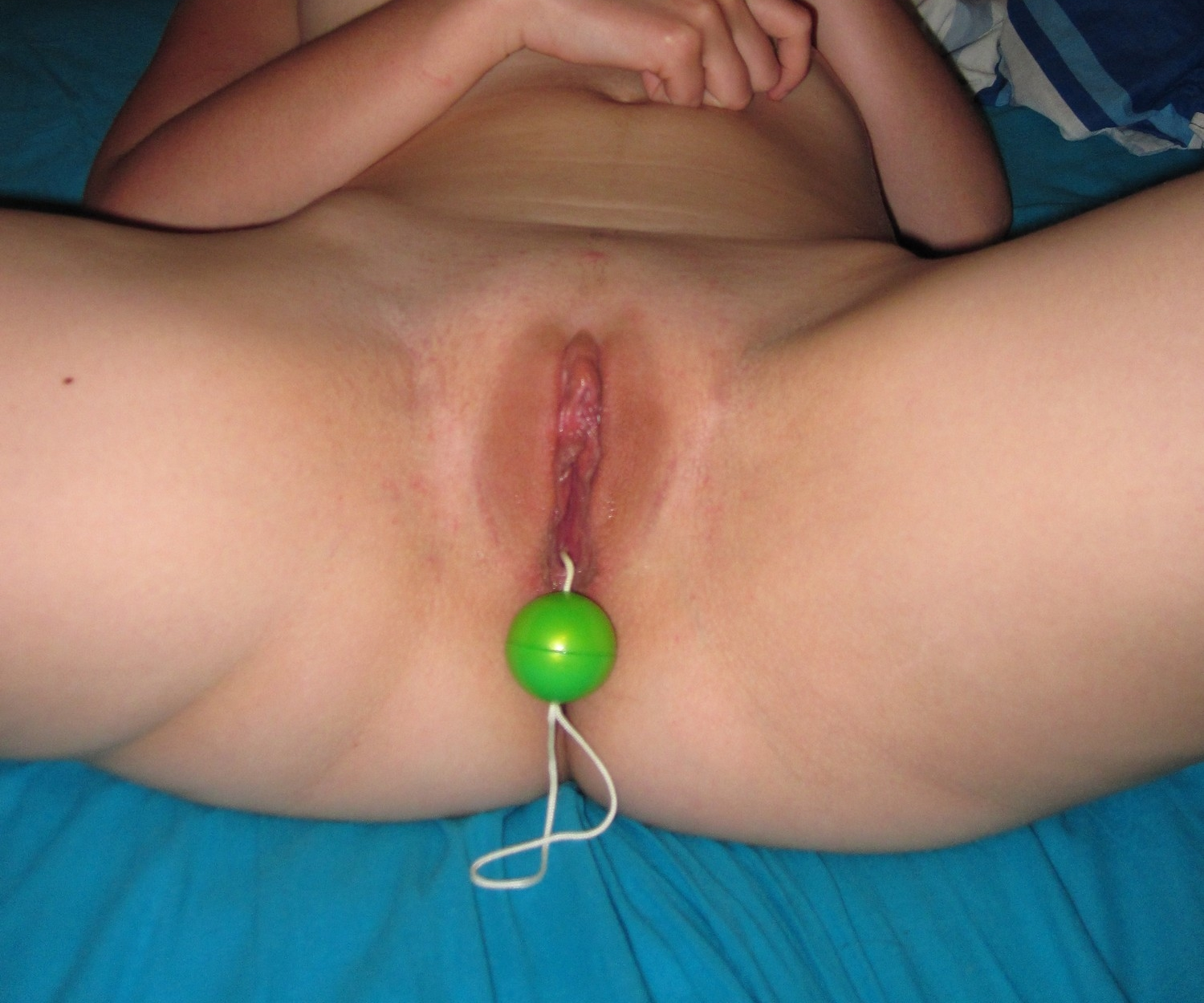
Rin-no-tama-Kugeln mit Rückholband; eine liegt in der Vagina, die andere vor dem Scheideneingang.

Das ursprüngliche Modell bestand aus drei silbernen Kugeln, die mit Kettchen verbunden waren. Die zuunterst getragene Kugel besaß einen seidenen Rückholfaden wie ein Tampon. Die obere Kugel war leer und diente dazu, die anderen beiden Hohlkugeln an ihrem Platz zu halten: die mittlere vor dem G-Punkt, die untere vor dem Scheideneingang. Die mittlere Kugel war teilweise mit Quecksilber gefüllt. An der Innenseite der unteren Kugel befanden sich feine Drahtzungen, sie enthielt kein Quecksilber, sondern eine kleinere Kugel aus Eisen oder Blei, die sich bewegte. Die Giftigkeit von Quecksilber und Blei wurde außer Acht gelassen. Die mittlere und die untere Kugel erzeugten bei jeder Bewegung sanfte Schwingungen. Es gab Varianten mit zwei Kugeln (auch aus Messing), die von einem Papiertampon, der nach innen in die Scheide geschoben wurde, an ihrem Platz gehalten wurden.
Heute gängige Modelle bestehen aus zwei jeweils 3–4 cm großen Hohlkugeln aus Kunststoff. Beide enthalten eine kleinere Kugel aus einem schwereren Metall. Die beiden Kugeln sind mit einer kurzen Schnur verbunden, und an der unteren Kugel befindet sich eine Rückholschnur. Die Kugeln werden in die Scheide eingeführt und in Richtung des Muttermundes geschoben. Beim Gehen oder anderen Körperbewegungen schwingen die Metallkugeln in den Hohlkugeln und verbreiten als angenehm empfundene Vibrationen im Unterleib. Die Schwingungen sind allerdings kaum stark genug, um direkt zum Höhepunkt zu führen, können aber das sexuelle Verlangen steigern. Beim Gehen haben die (schweren) Kugeln, bedingt durch die Schwerkraft, die Tendenz aus der Vagina herauszurutschen, dies führt zu einem (reflektorischen) festhalten, d. h. einer Kontraktion der Beckenbodenmuskulatur („passives“ Training).
Ein weiteres Modell, der „Loveplug“, besteht nur aus einer Edelstahlkugel mit einer Innenkugel und einem Zierkettchen als Rückholhilfe. Die Anwendung von wasserlöslichem Gleitgel kann die vaginale Platzierung erleichtern.
Die Gewichte der Lustkugeln liegen je nach Hersteller zwischen 30 g bis 50 g für die Einzelkugeln, bei Doppelkugeln von 80 bis 100 g, zum Teil auch 150 g und mehr, die Durchmesser schwanken von 3 bis 3,7 cm, gelegentlich auch bis 5 cm. Dabei lassen sich die Kugeln mit ca. 30 bis 50 g für die Trainingsanfängerinnen und die Kugeln mit ca. 80 bis 150 g für die Fortgeschrittenen einteilen.

## Hygiene und Umweltgifte
Um Infektionen und ein Verschleppen untypischer Mikroorganismen in das natürliche Mikrobiom der Vulva und Vagina zu vermeiden, ist die Pflege der Kugeln nach dem Gebrauch wichtig. Das Reinigen kann mit warmem Wasser bzw. einem hautfreundlichen Detergens erfolgen, zum Teil werden spezielle Toycleaner angeboten. Die gesäuberten Kugeln sollten trocken und hygienisch aufbewahrt werden. Sexspielzeug, das sich im Darm befand, sollte nicht mehr im Bereich der Scheide verwendet werden, um dort Infektionen zu verhindern.
Ein Qualitätsmerkmal von Lustkugeln ist auch die Beschichtung von Kugeln und Schnur mit geeigneten Elastomeren, wie beispielsweise Silikongummi, was dem Zweck dient, kein Körpersekret in Nähte oder in die Schnur eindringen zu lassen.
Andere Materialien, Mineralien, Holz etc., sind mit entsprechender Vorsicht zu verwenden; so können poröse Oberflächen der Bildung eines Biofilms Vorschub leisten. Hier ist der Einsatz von rückstandsfreien, alkoholischen Desinfektionsmittellösungen (Ethanol oder 2-Propanol) dringend geraten.
Bei einigen Herstellern werden Kunststoffe verwendet, bei denen während der Produktion zinnorganische Verbindungen in gewissen Konzentrationen zurückbleiben. Als Antioxidantien verhindern die zinnorganischen Verbindungen während der Kunststoffproduktion das Entstehen von Salzsäure. Als Stabilisatoren machen sie Plastik hitze- und lichtbeständig und insbesondere in der Silikonherstellung dienen sie als Katalysatoren. Im Tierversuch erwies sich Dibutylzinn als hormonell wirksam (Endokrine Disruptoren).
Die Kunststoffe sollten dem Medizinproduktegesetz entsprechen und gemäß EU-Verordnung 1907/2006/EC phthalatfrei sein.
Grundsätzlich sollte zur Sicherheit und vor allem bei unbekannter Herstellungsmethode ein Kondom über die Vaginalkugeln gezogen werden.